# Váradi biblia

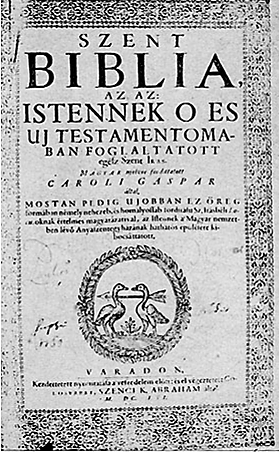
A váradi biblia címlapja

A váradi biblia Károli Gáspár fordításán alapuló magyar Biblia-kiadás, amelyet 1661-ben nyomtatott ki Szenczi Kertész Ábrahám; ez az első Erdélyben nyomtatott teljes kiadás.

## Története
Már Szenczi Molnár Albert is tervezte, hogy a Bibliát nagy formátumban és régi betűkkel, magyarázatokkal és tanulságokkal ellátva is kiadja, de tervét már nem tudta megvalósítani. 1638-ban I. Rákóczi György elrendelte, hogy „a Sidó és Görög Nyelvekhez jól tudó és Isten-félő Emberek által újabban meg-vizsgáltassa az egész Bibliát „s ha hol valami hiba vólna az Fordításban azt megjobbítaná”. Erre a célra Rákóczi Zsigmond külföldről hozatott a sárospataki könyvtár részére egy többnyelvű Bibliát. A nagyváradi nyomdát elsődlegesen a Biblia nyomtatására hozták létre; felszerelését Rákóczi György hozatta Lüneburgból 1640-ben. A kiadás költségét Rákóczi György, Bethlen István, Rhédey Ferenc és Barcsay Ákos mellett Gyulai Ferenc váradi kapitány állta.
Károli szövegét Köleséri Sámuel nagyváradi teológiai tanár javította át, s nagyszámú magyarázatot is csatolt hozzá, valamint a lap szélén feltüntette a párhuzamos igehelyeket is. Nyomtatását 1657-ben kezdte el Szenczi Kertész Ábrahám Váradon, de az 1660. évi Váradot ért török ostromban számos példány megsemmisült. A vár védői a vár feladásának fejében kikötötték a nyomda elszállítását, a megmaradt nyomtatott íveket és a felszerelést is Kolozsvárra menekítették, ahol a nyomtatást végül befejezték. Ugyan több forrás szerint tízezer példányban készült, Szenczi Kertész Ábrahám végrendelete alapján sikerült megállapítani, hogy Kolozsváron mindössze 1500 példány nyomtatását fejezték be. Hermán M. János egyháztörténész becslése szerint ebből mintegy 200 példány maradt fenn.
Az ország rossz gazdasági állapota, majd az ellenreformáció miatt hosszú ideig ez maradt az egyedüli Erdélyben nyomtatott protestáns Biblia. Ugyan egy 1665–1670 körül tartott zsinat megbízta Komáromi Csipkés György debreceni, Becskeházi István biharpüspöki és Kisfalvi Tamás kismarjai lelkészeket, hogy „az Ó- és Újtestamentumot a forrásokhoz mérten pontosan és jobban, a héber és görög szövegek rendjéhez, jelentéséhez és erejéhez megközelítőbben magyar nyelvre fordítsák,” de az új fordítás csak 1718-ban jelent meg, és rögtön zár alá is került.
A váradi bibliát 1805-ben Trattner Mátyás újból kiadta Pesten. 2002-ben a királyhágómelléki református egyházkerület jelentette meg hasonmás kiadását.

## Leírása

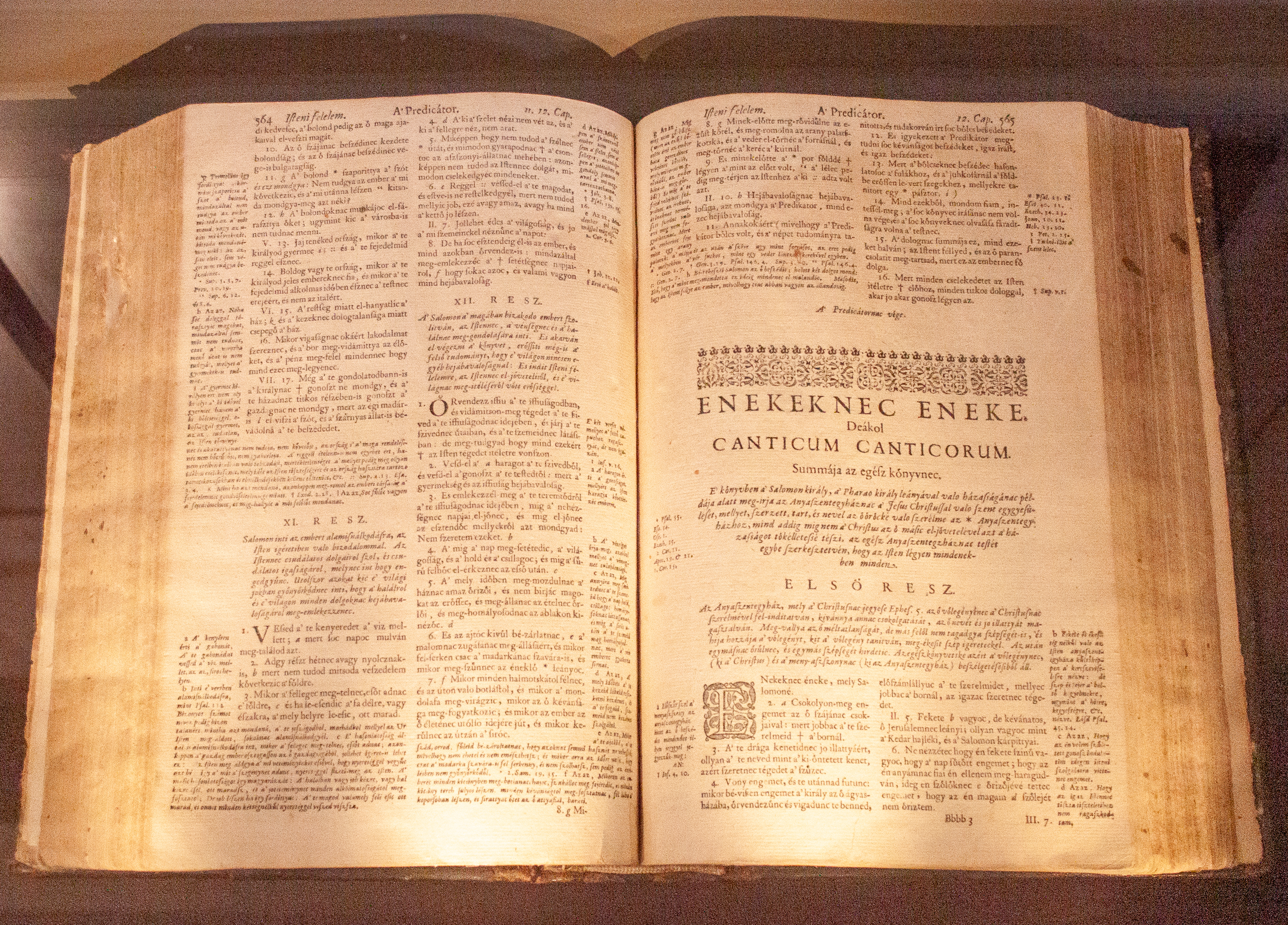
A Váradi Biblia a sárospataki Rákóczi Múzeumban

Keretdíszes címlappal, a címlapon az iktári Bethlen család fametszetű címerével; metszett záródísszel. Teljes címe: Szent Biblia az az Istennek O es Uj Testamentomaban foglaltatott egész Szent Iras. Magyar nyelvre fordíttatott Caroli Gaspar által. Mostan pedig ujobban ez öreg formában némely nehezeb, és homályossab forditásu Sz. Irásbéli Locusoknak értelmes magyarázatival, az Istennek a' Magyar nemzetben lévő Anyaszentegyházának hathatós épülésére kibocsáttatott Varadon, Kezdettetett nyomtatása a' veszedelem előtt: és el-végeztetett Colosvarat, Szenczi K. Abraham által. M. DC. LXI.- Colosvarat. A kiadásból hiányoznak az apokrif írások, mert Szenczi szerint „sem idő, sem papiros, sem költség arra nem volt;" később szokássá vált az apokrifok kihagyása.
Az Újtestamentumnak külön címlapja van, címe: ' Mi Urunc Jesus Christusnac Uj Testamentoma. Melyben vadnac az Evangelistáknac könyvei, az Apostoloc Cselekedeti, és Levelei, a' Szent János Látásával egyben. Az újtestamentumi rész címlapján szereplő nyomdászjelvény az amszterdami Elzevier nyomda jelvényének utánzata, azonos jelmondattal: „Ne extra oleas” (csak az olajfákig). Az idézet Arisztophanész Békák című vígjátékából származik, és arra utal, hogy az ókori fogathajtó versenyeken kizárták a versenyből azokat, akik átlépték a pályát szegélyező olajfák vonalát.
Nagy mérete miatt drága volt, nehezen terjeszthető, és csak családi használatra alkalmas.
Tördelési hiba miatt kimaradt János evangéliumából az 5. rész 3. verse, illetve a 6. rész 31. versének fele.
A kiadás különlegessége az a jegyzék, amely felsorolja a Biblia közmondássá, szállóigévé vált kifejezéseit a lelőhely megjelölésével.